# Tomas Gustafson
Pour les articles homonymes, voir Gustafson.
Tomas Gustafson, né le 28 décembre 1959 à Katrineholm, est un patineur de vitesse suédois. Il est marié à la curleuse Elisabet Gustafson.

## Palmarès
- Jeux olympiques
  -  Médaille d'or sur 5 000 m aux Jeux olympiques d'hiver de 1984 de Sarajevo
  -  Médaille d'or sur 5 000 m aux Jeux olympiques d'hiver de 1988 de Calgary
  -  Médaille d'or sur 10 000 m aux Jeux olympiques d'hiver de 1988 de Calgary
  -  Médaille d'argent sur 10 000 m aux Jeux olympiques d'hiver de 1984 de Sarajevo

- Championnats du monde toutes épreuves de patinage de vitesse
  -  Médaille d'argent sur 5 000 m aux Championnats du monde 1983 à Oslo

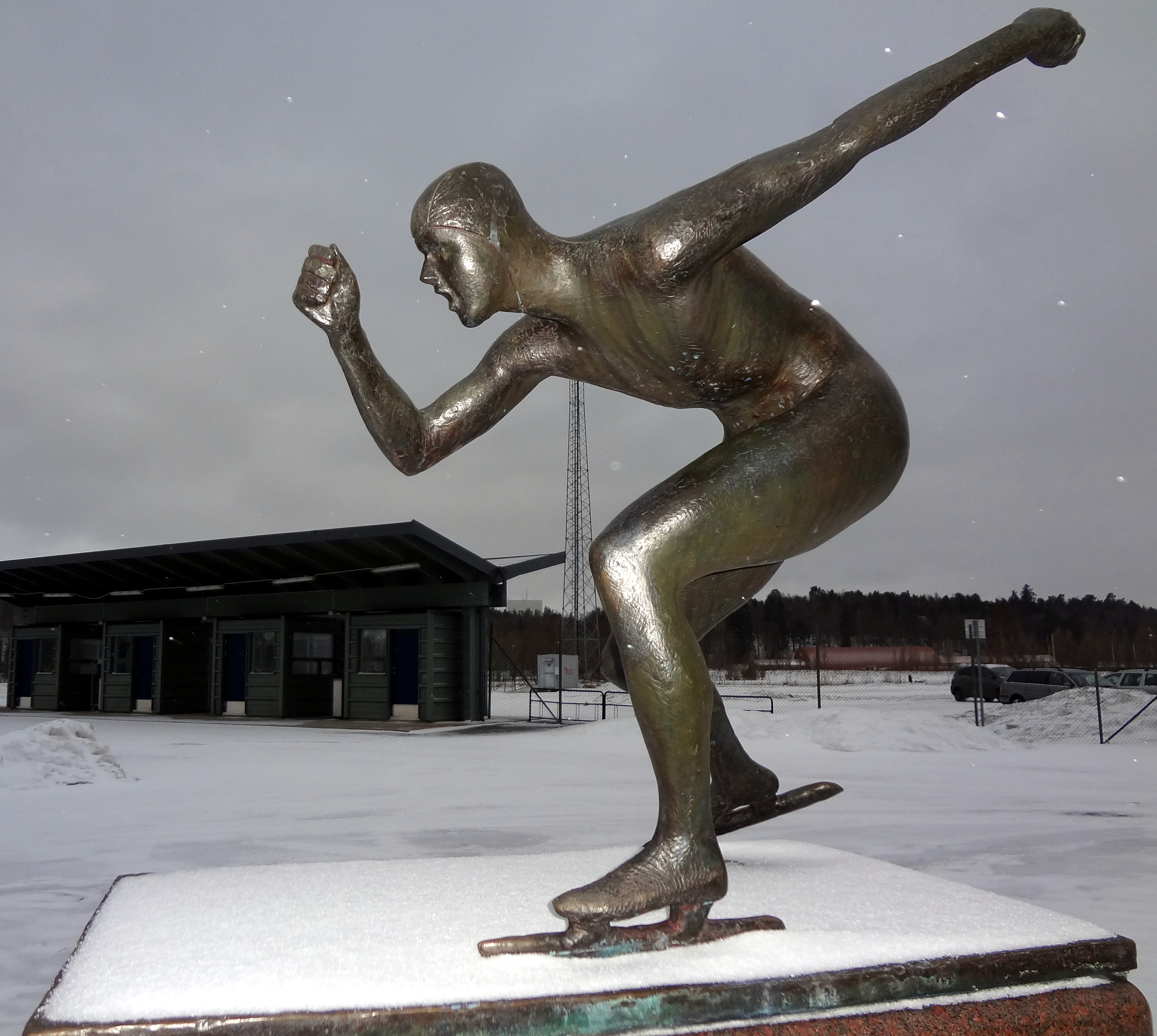
Statue en hommage à Tomas Gustafson réalisée par Thomas Qvarsebo